# Zanele Muholi
Zanele Muholi, född 19 juli 1972 i Umlazi i  Durban, är en sydafrikansk ickebinär fotograf. Hen är också en aktivist, som vill uppmärksamma svarta, homosexuella kvinnors liv i Sydafrika. 
Zanele Muholi är det yngsta av fem barn till Ashwell Tanji Banda Muholi och Bester Muholi. Hen genomgick en högre kurs i fotografering på Market Photo Workshop i Newtown i Johannesburg 2003 och hade sin första separatutställning, Visual Sexuality – Only Half the Picture, på Johannesburg Art Gallery 2004. Muholi utbildade sig vidare i mediakunskap på Ryerson University i Toronto i Kanada, där hen tog en magisterexamen 2009. Hens magisteruppsats var en bildkartläggning av de svarta lesbiska kvinnornas identitet i det sydafrikanska samhället efter apartheidåren.
Hen har varit anställd som fotograf och reporter på  Behind the Mask, en afrikansk onlinetidskrift om HBQT-frågor. År 2002 var hon medgrundare till Forum for the Empowerment of Women, en organisation för svarta lesbiska kvinnor, som arbetar med att organisera trygga platser, där kvinnor kan mötas och organisera sig. Zanele Muholi undersökte och dokumenterade händelser med hatbrott mot homosexuella. 
Zanele Muholi grundade 2009 organisationen Inkanyiso, som arbetar med visuell aktivism och stödjer HBQT-samhället inom konst och media. Hen var 2010 medregissör av dokumentärfilmen Difficult Love.
2018 ställde Zanele Muholi ut på fotografiska i Stockholm, hen har också bland mycket annat också haft en utställning på Tate i London.